# Kendra Clarke
Kendra Clarke (* 16. November 1996 in Edmonton) ist eine ehemalige kanadische Leichtathletin, die im Sprint antritt und sich auf die 400-Meter-Distanz spezialisiert hat.

## Sportliche Laufbahn
Erste internationale Erfahrungen sammelte Kendra Clarke im Jahr 2013, als sie bei den Jugendweltmeisterschaften in Donezk mit 56,01 s im Halbfinale über 400 Meter ausschied und mit der kanadischen Sprintstaffel (1000 Meter) in 2:08,59 min den fünften Platz belegte. Im Jahr darauf belegte sie bei den Juniorenweltmeisterschaften in Eugene mit 3:33,17 min den vierten Platz in der 4-mal-400-Meter-Staffel. 2015 siegte sie in 52,55 s über 400 Meter bei den Panamerikanischen Juniorenmeisterschaften in Edmonton und begann im selben Jahr ein Studium an der Johnson C. Smith University in den Vereinigten Staaten. Im Jahr darauf nahm sie an den Olympischen Sommerspielen in Rio de Janeiro teil und schied dort mit 53,61 s in der ersten Runde über 400 Meter aus. Nach dem Abschluss ihres Studiums im Jahr 2019 beendete sie auch ihre aktive sportliche Karriere im Alter von 22 Jahren.

## Persönliche Bestleistungen
- 400 Meter: 52,19 s, 9. Juli 2016 in Edmonton
  - 400 Meter (Halle): 53,46 s, 24. Februar 2018 in Clemson